# Olivino
El olivino es un grupo de minerales constituyentes de rocas, aunque el nombre se suele aplicar con especial referencia a la principal solución sólida del grupo, que es entre forsterita (Mg2SiO4) y fayalita (Fe2SiO4). Los olivinos son de los minerales más importantes en la clasificación de rocas ígneas. El olivino rico en magnesio destaca por ser el componente principal del manto superior de la Tierra.
En cuanto a su química y estructura los olivinos son nesosilicatos que cristalizan en el sistema cristalino ortorrómbico. La fórmula química de los olivinos es A2SiO4 donde A puede ser hierro, magnesio, manganeso o níquel entre otros. Cuanto más hierro contiene más denso es el olivino. El color del olivino varía desde verde amarillento, a café y verde oliva siendo este último color la razón de su nombre, que viene del latín. Contenidos bajos de hierro (12-15 %) le dan al olivino colores verdes y claros, mientras que olivinos ricos en fayalita suelen ser de color café a negro.
El olivino es una fuente de magnesio en la minería, y se extrae de rocas ricas en olivino como la dunita. En la industria minera también se emplea olivino para purificar hierro produciendo escoria. Aparte de esto el olivino también es utilizado en la fabricación de materiales resistentes a bajas  temperaturas.

## Minerales del grupo del olivino
El grupo de los olivinos incluye a los minerales:
| Mineral        | Fórmula          | Ref.  |
| -------------- | ---------------- | ----- |
| Calcioolivino  | Ca2SiO4          | [ 7 ] |
| Fayalita       | (Fe2+)2SiO4      | [ 3 ] |
| Forsterita     | Mg2SiO4          | [ 3 ] |
| Glaucocroíta   | CaMn2+SiO4       | [ 3 ] |
| Kirschsteinita | CaFe2+SiO4       | [ 3 ] |
| Laihunita      | Fe2+Fe3+2(SiO4)2 | [ 8 ] |
| Liebenbergita  | (Ni, Mg)2SiO4    | [ 9 ] |
| Monticellita   | CaMgSiO4         | [ 5 ] |
| Knebelita      | (Fe, Mn)SiO4     | [ 5 ] |
| Tefroíta       | (Mn2+)2SiO4      | [ 3 ] |
| Ringwoodita    | Mg2SiO4          |       |

## Piedras semipreciosas

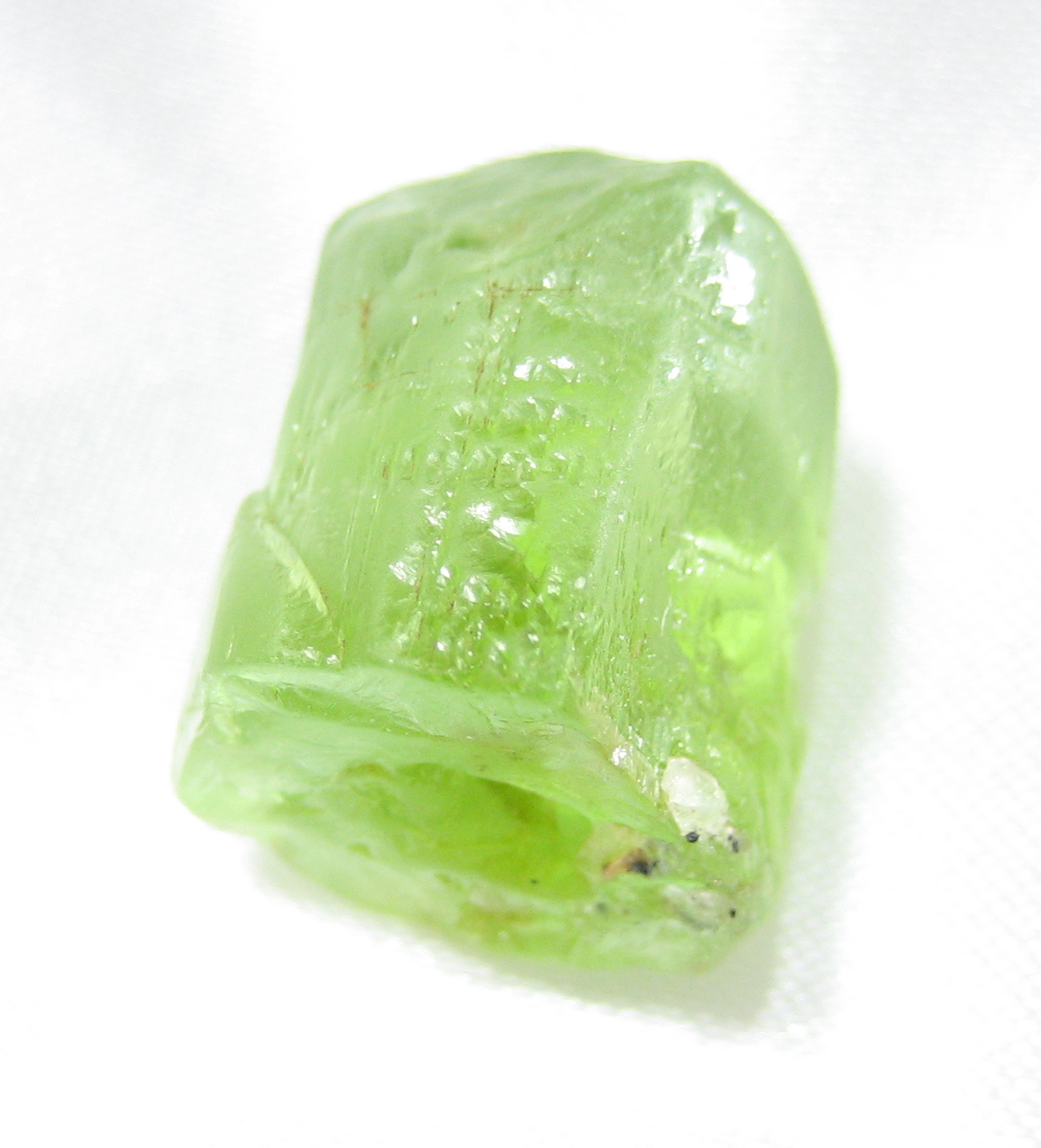
Una foto de la piedra semipreciosa 'Peridoto'

### Peridoto
La forsterita con calidad de gema se denomina peridoto. Localidades donde se ha hallado peridoto incluyen: Zeberged en Egipto, Canarias,  Hawái, Peridot Mesa en Arizona, Mogok en Birmania, Ameklovdalen en Noruega, Zhangjikou-Xuanhua en China, montañas Usambara en Tanzania y en ciertas partes de la Antártida.

### Crisolita
Se denomina crisolita a una variedad de peridoto con color amarillento. Su nombre deriva del griego en donde significa "piedra dorada". El término crisolita también se emplea para designar gemas de otros minerales sin relación con el olivino. No se aconseja el uso de este término.

## Paragénesis

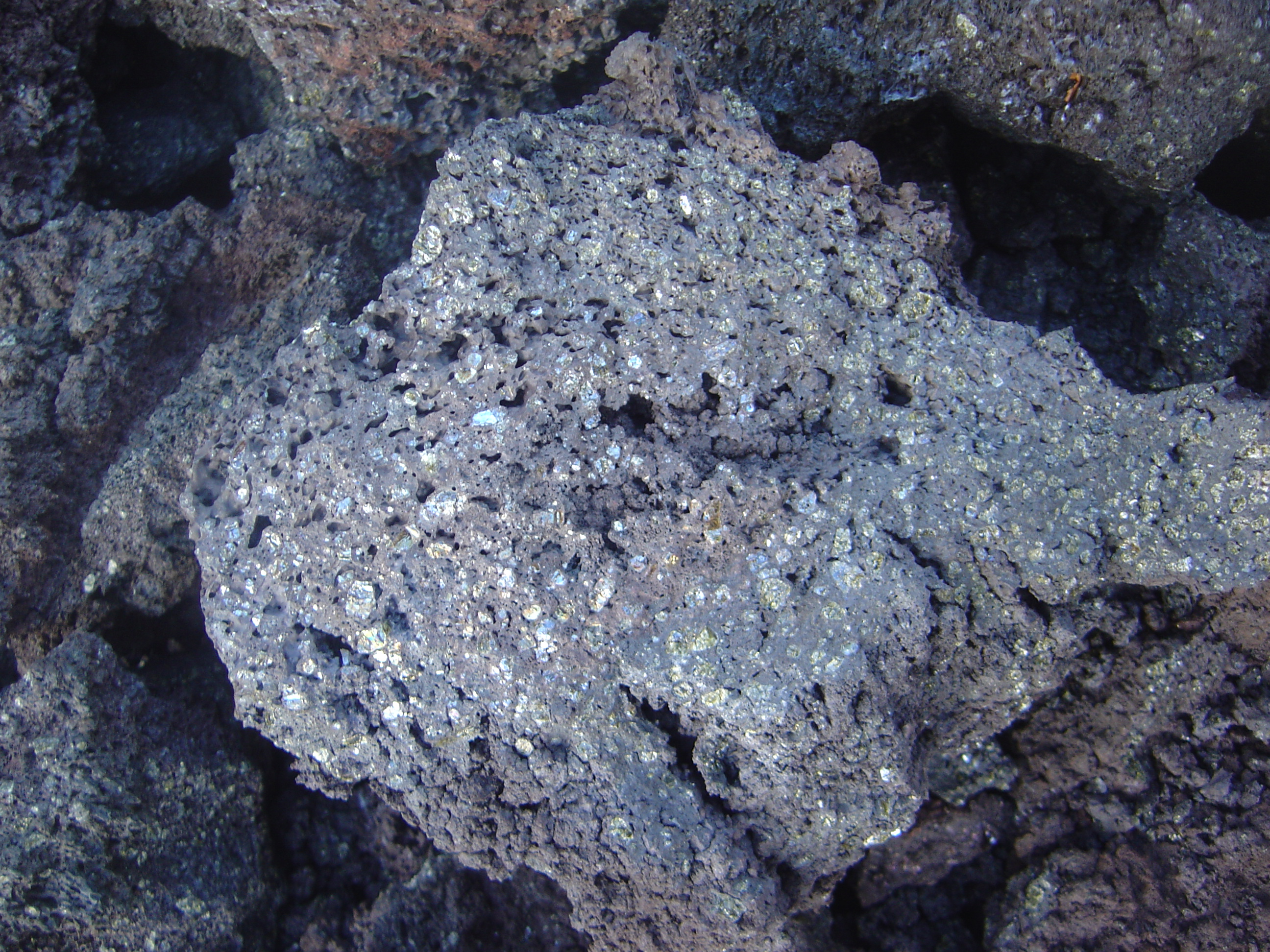
Imagen de basalto picritico con numerosos cristales de olivino.

El olivino rico en magnesio (forsterita) destaca por ser el componente principal del manto superior de la Tierra. Se considera que a profundidades de 350 a 450 km el olivino del manto terrestre cambia de estructura debido a la enorme presión formando un polimorfo del olivino con estructura de espinela. El olivino rico en magnesio también es común en rocas máficas y ultramáficas tales como el basalto, el gabro, la peridotita y la dunita. Basaltos de la Luna y varios meteoritos también contienen olivino. Olivino pobre en magnesio pero rico en hierro, es decir fayalita, puede aparecer en rocas como el granito y la sienita. El olivino no puede estar en equilibrio químico con cuarzo en un magma ya que reacciona con su constituyente, el SiO2, formando enstatita. Dicha situación se expresa en la siguiente reacción química:
{\displaystyle Mg_{2}SiO_{4}(olivino)\ +\ SiO_{2}\rightarrow \ Mg_{2}Si_{2}O_{6}(enstatita)}
La monticellita se forma comúnmente en zonas de contacto entre dolomitas e intrusiones ígneas. Cuando esto ocurre también suele formarse forsterita aunque a menor temperatura y una vez que este más avanzada la descarbonatación que cuando se forma la montecellita. La knebelita y tefroíta aparecen asociados a mineralizaciones de skarn.
Otro ambiente en donde se forma es olivino es durante el metamorfismo de sedimentos ricos en hierro, dando origen a olivinos ricos en fayalita.

## Meteorización y alteración
De los minerales comunes en la superficie terrestre el olivino es uno de los que se alteran o meteorizan más fácilmente. La lixiviación es un proceso importante de meteorización en los olivinos ricos en magnesio, esto se observa como la pérdida de magnesio y adición de agua y un poco de hierro en el cristal. Cuando el olivino es rico en hierro la lixiviación produce oxidación en el olivino y eliminación de la sílice.
El olivino suele meteorizarse fácilmente en iddingsita (combinación de minerales de arcilla, óxidos de hierro y ferrihidritas) en presencia de agua. La formación de iddingsita se inicia con la formación de diminutos canales con forma de peine o serrucho en el olivino. Es en estos canales, que están espaciados ~200 Å los unos de los otros, es donde se originan los primeros minerales de arcilla formando puentes a través de los canales. Cuando la meteorización está más avanzada, el hierro se oxida formando cristales de goethita de 10 a 30 nm. Estos cristales tienen la misma orientación cristalográfica que el olivino. En esta fase de meteorización parte del magnesio se disuelve y deja el cristal de olivino, y otra parte pasa a formar parte de esmectita. Es tras estas transformaciones que el olivino deja de considerarse como tal y pasa a ser iddingsita.

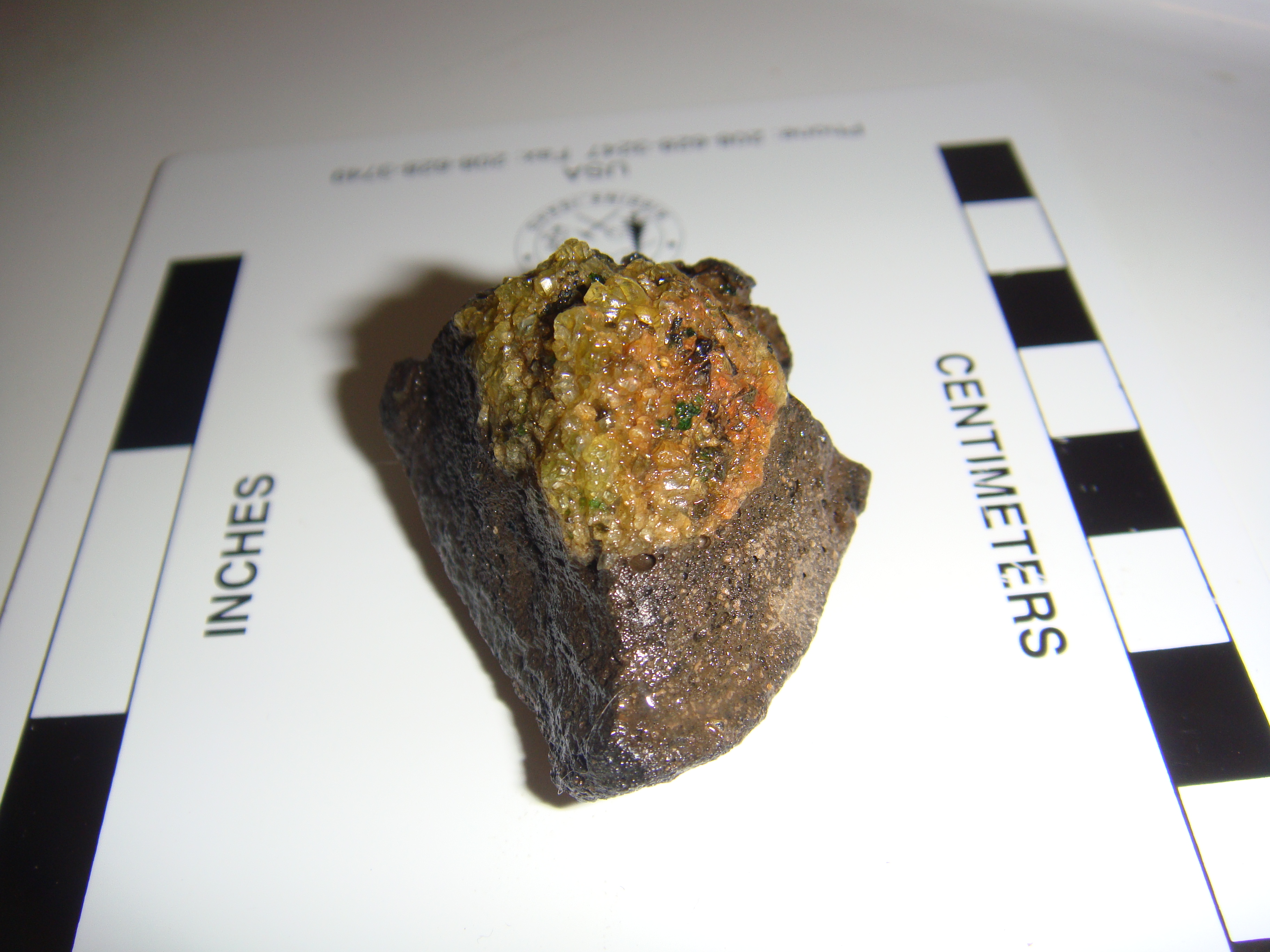
Xenolito con olivino parcialmente alterado a iddingsita.

Cuando la meteorización física del olivino predomina sobre la química, pueden llegar a formarse arenas negras o verdes por acumulación de olivino. Es el caso de algunas playas en las islas de Oahu y Hawái.
El olivino también puede alterarse en presencia de agua mediante un metasomatismo en serpentina, magnesita o talco. Las siguientes reacciones químicas ilustran dichas transformaciones:
{\displaystyle 5Mg_{2}SiO_{4}(olivino)\ +\ H_{2}O\rightarrow \ 2Mg_{3}Si_{2}O_{5}(OH)_{4}(serpentina)\ +\ (4MgO\ +\ SiO_{2})}
{\displaystyle 2Mg_{2}SiO_{4}(olivino)\ +\ 2H_{2}O\ +\ CO_{2}\rightarrow \ Mg_{3}Si_{2}O_{5}(OH)_{4}(serpentina)\ +\ MgCO_{3}\ (magnesita)}
{\displaystyle 4Mg_{2}SiO_{4}(olivino)\ +\ H_{2}O\ +\ 5CO_{2}\rightarrow \ Mg_{3}Si_{4}O_{10}(OH)_{2}(talco)\ +\ 5MgCO_{3}\ (magnesita)}
La reacción de olivino con agua y sílice puede expresarse simplificadamente como:
{\displaystyle 3Mg_{2}SiO_{4}(olivino)\ +\ H_{2}O\ +\ 5SiO_{2}\rightleftharpoons \ 2Mg_{3}Si_{4}O_{10}(OH)_{2}(talco)}